# The Neighbourhood
The Neighbourhood (às vezes representado como THE NBHD) é uma banda americana de indie rock formada em Newbury Park, Califórnia em 2011. A banda é composta pelo vocalista Jesse Rutherford, os guitarristas Jeremy Freedman e Zach Abels, e o baixista Mikey Margott. O baterista Brandon Fried também fez parte da banda de 2014 a 2022. 
Depois de lançar três EPs, I'm Sorry..., The Love Collection e Thank You, eles lançaram seu primeiro álbum completo, I Love You, em 23 de abril de 2013, pela Columbia Records. O álbum trouxe o sucesso Sweater Weather que se tornou um dos maiores hits da década.
Em novembro de 2014, eles lançaram uma mixtape intitulada #000000 & #FFFFFF. O segundo álbum da banda, Wiped Out! foi lançado em 30 de outubro de 2015, tendo como cargo chefe a canção "R. I. P. 2 My Youth ". Em setembro de 2017, foi lançado o extended play Hard, com cinco faixas inéditas. Em janeiro de 2018 foi lançado o EP To Imagine com mais cinco músicas inéditas, conectando os dois EPs.
O terceiro álbum da banda de nome homônimo The Neighbourhood foi lançado em 9 de março de 2018 incluindo algumas músicas lançadas nos EPs Hard e To Imagine meses antes.
Em fevereiro de 2022, a banda anunciou que entraria em hiato.

## História

### 2011-2013: Formação e I Love You.
O The Neighbourhood foi formado em agosto de 2011 pelo cantor Jesse Rutherford, os guitarristas Zachary Abels e Jeremiah Freedman, o baixista Michael Margott e o baterista Bryan "Olivver" Sammis. Os membros do The Neighbourhood escolheram a grafia britânica de "neighbourhood" a conselho de seu empresário, para se distinguirem de uma banda que já usava a grafia americana; portanto, os nomes de suas músicas também usam a grafia britânica.
No início de 2012, The Neighbourhood lançou "Female Robbery e "Sweater Weather". Em maio de 2012, a banda lançou um EP livre auto-lançado intitulado I'm Sorry... O EP de estréia foi produzido por Justyn Pilbrow. Em dezembro de 2012, The Neighbourhood lançou seu segundo EP, intitulado Thank You. Eles incluíram as canções "Let It Go" e "A Little Death". A banda se apresentou no Coachella em 2013. Performaram sua canção "Afraid" em um show ao vivo patrocinado pelo Nation SXSW em março de 2013.
I Love You. foi lançado em 23 de abril de 2013 e estreou no número 39 na Billboard 200. Em 27 de junho de 2013, eles apresentaram o seu primeiro single "Sweater Weather" no Jimmy Kimmel Live!. A faixa liderou as paradas no início de Junho de 2013, alcançando o número 1 na parada da Billboard alternative e no top dez no Billboard Heatseekers chart. A Rolling Stone cobriu a estreia mundial de I Love You. em 16 de abril, que descreve o álbum como "temperamental" e "atmosférico". O vídeo para o primeiro single oficial do I Love You. "Sweater Weather", foi lançado em 5 de março de 2013. A banda é conhecida por suas imagens em preto e branco, como visto em toda a sua música, trabalhos de arte, e vídeos. A banda saiu em turnê abrindo para o Imagine Dragons em julho e setembro de 2013. Em 8 de dezembro de 2013 eles abriram em um evento chamado "Not So Silent Night" para Bastille, Arcade Fire, Alt-J, Phoenix e Lorde. 

### 2014-2015: #000000 & #FFFFFF e Wiped Out!
Em 16 de janeiro de 2014, a banda revelou através da mídia social que o baterista Bryan Sammis estava deixando a banda. Em abril de 2013, o Neighbourhood anunciou sua turnê de verão de 2013 chamada The Love Collection Tour junto com Lovelife, The 1975 e JMSN. Por meio de um retweet do vocalista Jesse Rutherford, confirmou-se que a banda tocaria em um show SXSW em 12 de Março de 2014, o Palm Door on Sixth, em Austin, TX. O show ocorreu em apoio ao Woman's Hour, RÁJ, e mais com the neighbourhood anunciado como a atração principal. Durante todo o final de abril e maio de 2014, a banda fez uma turnê pela Europa. Eles tocaram em vários lugares, incluindo Paris, Lisboa, Liverpool, Londres, Brighton, Amsterdã, Moscou, Varsóvia e terminou a turnê em 17 de maio, em Cracóvia no Czyżynalia em 2014.
O álbum de mixtape intitulado #000000 & #FFFFFF foi lançado no dia 28 de Novembro de 2014, depois de ter sido adiada por um dia devido à edição final levando mais tempo do que o esperado. "#000000 & #FFFFFF" é apresentado pelo DJ Drama, caracterizando uma mistura de Hip hop e Rock, e participações de YG, Dej Loaf, French Montana, Danny Brown, G-Eazy e outros.
Em 22 de junho, 2015, foi anunciado que The Neighbourhood embarcaria em uma turnê no outono de 2015, intitulada "The Flood Tour". As bandas Hunny e Bad Suns também participaram da turnê. Em agosto de 2015, a banda anunciou o próximo 30 de outubro lançamento de seu segundo álbum Wiped Out!, com o single R.I.P 2 My Youth. A banda mais tarde lançou os singles "The Beach" e "Prey" antes de liberar o álbum full-length 31 de outubro de 2015. O álbum inclui 10 faixas. O álbum alcançou a posição 13 na Billboard 200 dos EUA.  A banda embarcou em uma turnê europeia em novembro de 2015  e em uma turnê americana em maio e junho de 2016 para divulgar o álbum.

### 2017-Presente: Autointitulado,Chip Chrome & the Mono-Tonese hiato
Em 21 de setembro de 2017, o Neighbourhood lançou o EP Hard,  que alcançou a posição 183 na parada Billboard 200 dos EUA. Outro EP chamado To Imagine foi lançado em 12 de janeiro de 2018.  A banda anunciou mais tarde seu terceiro álbum de estúdio autointitulado The Neighbourhood , lançado em 9 de março de 2018, que incluía faixas dos extended plays anteriores, incluindo o single principal "Scary Love" Após o lançamento, as faixas dos extended plays que não foram incluídas na lista de faixas final foram coletadas em outro EP chamado Hard to Imagine .  A banda então lançou a edição completa do álbum, intitulada Hard to Imagine the Neighbourhood Ever Changing , que apresentava todas as músicas lançadas de Hard , To Imagine , The Neighbourhood e Ever Changing , exceto as duas faixas "Revenge" e "Too Serious".
Em 31 de julho de 2020, a banda anunciou o lançamento em 25 de setembro de seu quarto álbum Chip Chrome & the Mono-Tones . Foi precedido por um single "Cherry Flavoured", que eles lançaram em uma playlist com o nome do álbum por meio de vários serviços de streaming.
No final de 2020, suas canções "Sweater Weather", do álbum I Love You. e "Daddy Issues" do álbum Wiped Out!, se tornaram virais no TikTok, alcançando novos recordes de streaming.
Em fevereiro de 2022, a banda anunciou que entraria em hiato. Em 13 de novembro de 2022, a banda anunciou nas redes sociais que o baterista Brandon Fried não estaria mais no Neighbourhood depois que a vocalista principal do The Marías, María Zardoya, o acusou de má conduta sexual.

## Estilo Musical

### Marca
Os membros da banda escolheram a ortografia britânica da "neighbourhood", 'a vizinhança' no português, a conselho de seu empresário, a fim de distinguir-se de uma banda que já utilizava a ortografia americana.
A logo, casa virada, é assim porque seria muito simples ''normal''. Já o preto e branco, surgiu desde o inicio da banda, desde os clipes, feed no Instagram era preto e branco. O feed mudou em 2016/17 e os clipes apenas em 2018. Segundo entrevistas era assim, pois, colorido não combinaria com conceito, letras, vídeos e personalidade da banda.

### Música
O estilo musical do Neighbourhood foi descrito como Rock alternativo, Indie rock, Indie pop, Pop rock, com elementos de EDM, Hip hop e R&B. 

## Integrantes

### Formação atual
- Jesse Rutherford – Vocal
- Zachary Abels – Guitarra e Backing Vocal
- Jeremy Freedman – Guitarra e Backing Vocal
- Michael Margott – Baixo

### Ex-integrantes
- Bryan "Olivver" Sammis – Bateria[18]
- Brandon Alexander Fried – Bateria

## Discografia

### Álbuns de estúdio
| Título                       | Detalhes do álbum                                                                                               | Pico gráficos posições | Pico gráficos posições | Pico gráficos posições | Pico gráficos posições | Pico gráficos posições | Pico gráficos posições | Pico gráficos posições |
| Título                       | Detalhes do álbum                                                                                               | EUA                    | EUA Alt.               | EUA Rock               | AUS                    | CAN                    | NZ                     | UK                     |
| ---------------------------- | --- | ---------------------- | ---------------------- | ---------------------- | ---------------------- | ---------------------- | ---------------------- | ---------------------- |
| I Love You.                  | - Lançado: 22 de Abril de 2013 - Gravadora: Columbia, The Revolve Group - Formatos: CD, LP, download digital    | 25                     | 9                      | 10                     | —                      | 20                     | —                      | 70                     |
| Wiped Out!                   | - Lançado: 30 de Outubro de 2015 - Gravadora: Columbia, The Revolve Group - Formatos: CD, LP, Download digital  | 13                     | 1                      | 2                      | 57                     | 15                     | 37                     | 86                     |
| The Neighbourhood            | - Lançado: 9 de Março de 2018 - Gravadora: Columbia, The Revolve Group - Formatos: CD, LP, Download digital     | 61                     | 4                      | 10                     | —                      | 89                     | —                      | —                      |
| Chip Chrome & the Mono-Tones | - Lançado: 25 de setembro de 2020 - Gravadora: Columbia, The Revolve Group - Formatos: CD, LP, Download digital | —                      | 25                     | 44                     | —                      | —                      | —                      | —                      |

### Extended plays
| Título                                                                              | Detalhes do álbum                                                                                           | Peak chart positions |
| Título                                                                              | Detalhes do álbum                                                                                           | EUA Heat             |
| ----------------------------------------------------------------------------------- | --- | -------------------- |
| I'm Sorry...                                                                        | - Lançado: 7 de Maio de 2012 - Gravadora: Columbia, The Revolve Group - Formatos: CD, 10", download digital | 11                   |
| Thank You,                                                                          | - Lançado: 17 de Dezembr de, 2012 - Label: Columbia, The Revolve Group - Formats: CD, 7", download digital  | —                    |
| The Love Collection                                                                 | - Lançado: 10 de Dezembro de 2013 - Gravadora: Columbia - Formatos: download digital                        | —                    |
| Hard                                                                                | - Lançado: 22 de Setembro de 2017 - Gravadora: Columbia - Formatos: download digital                        | —                    |
| To Imagine                                                                          | - Lançado: 12 de janeiro de 2018 - Gravadora: Columbia - Formatos: download digital                         | __                   |
| Hard to Imagine                                                                     | - Lançado: 9 de março de 2018 - Gravadora: Columbia - Formatos: download digital                            |                      |
| Ever Changing                                                                       | - Lançado: 21 de setembro de 2018 - Gravadora: Columbia - Formatos: download digital                        |                      |
| "—" denota uma gravação que não entrou em paradas ou não foi lançada no território. | |                      |

### Mixtapes
| Título            | Detalhes do álbum                                              |
| ----------------- | -------------------------------------------------------------- |
| #000000 & #FFFFFF | - Lançado: 28 de Novembro de 2014 - Formatos: Download digital |

### Singles
| Título                                                                                 | Ano  | Pico gráfico posições | Pico gráfico posições | Pico gráfico posições | Pico gráfico posições | Pico gráfico posições | Pico gráfico posições | Certificações                                                       | Álbum                        |
| Título                                                                                 | Ano  | EUA                   | EUA Alt.              | US Pop                | EUA Rock              | CAN                   | UK                    | Certificações                                                       | Álbum                        |
| -------------------------------------------------------------------------------------- | ---- | --------------------- | --------------------- | --------------------- | --------------------- | --------------------- | --------------------- | ------------------------------------------------------------------- | ---------------------------- |
| "Female Robbery"                                                                       | 2012 | —                     | —                     | —                     | —                     | —                     | —                     |                                                                     | I Love You                   |
| "Sweater Weather"                                                                      | 2012 | 14                    | 1                     | 7                     | 4                     | 68                    | 49                    | - RIAA: Diamante - ARIA: Platina - BPI: 3X Platina - MC: 7X Platina | I Love You                   |
| "Let It Go"                                                                            | 2013 | —                     | —                     | —                     | —                     | —                     | —                     |                                                                     | I Love You                   |
| "Afraid"                                                                               | 2013 | 115                   | 4                     | —                     | 18                    | —                     | —                     |                                                                     | I Love You                   |
| "R.I.P. 2 My Youth"                                                                    | 2015 | 122                   | 25                    | —                     | 13                    | —                     | 85                    |                                                                     | Wiped Out                    |
| "Daddy Issues"                                                                         | 2015 |                       |                       |                       |                       |                       |                       |                                                                     | Wiped Out                    |
| "The Beach"                                                                            | 2015 | —                     | —                     | —                     | 34                    | —                     | —                     |                                                                     | Wiped Out                    |
| "Prey"                                                                                 | 2015 | —                     | —                     | —                     | 39                    | —                     | —                     |                                                                     | Wiped Out                    |
| "Cry Baby"                                                                             | 2015 | —                     | 35                    | —                     | 25                    | —                     | —                     |                                                                     | Wiped Out                    |
| "Scary Love"                                                                           | 2017 | —                     | —                     | —                     | —                     | —                     | —                     |                                                                     | The Neighbourhood            |
| "Softcore"                                                                             | 2018 | —                     | 32                    | —                     | —                     | —                     | 51                    | - RIAA: Platina - BPI: Ouro                                         | The Neighbourhood            |
| "You Get Me So High"                                                                   | 2018 | —                     | —                     | —                     | —                     | —                     | —                     | - RIAA: Platina - BPI: Prata                                        | The Neighbourhood            |
| "Cherry Flavoured"                                                                     | 2020 | —                     | —                     | —                     | —                     | —                     | —                     |                                                                     | Chip Chrome & the Mono-Tones |
| "Stargazing"                                                                           | 2020 | —                     | —                     | —                     | —                     | —                     | —                     | - RIAA: Ouro                                                        |                              |
| "—" denota uma gravação que não entrou em um gráfico ou não foi lançada no território. |      |                       |                       |                       |                       |                       |                       |                                                                     |                              |